# ناو کلاس کیندا
کروزر کلاس کیندا (به انگلیسی: Kynda-class cruiser) یک کلاس از کشتی است که طول آن 141.7-141.9m می‌باشد.